# Endozoicomonas
Endozoicomonas ist eine Bakteriengattung. Die Arten sind wichtige Symbionten bei Wassertieren, wie z. B. Korallen. Darauf deutet auch der Name hin, „Endozoico-“ bedeutet so viel wie „innerhalb eines Tier lebend“. Die Endsilbe „monas“ kommt vom altgriechischen Wort μονάς monas, deutsch ‚Einheit‘, und deutet auf die Einzelligkeit des Bakteriums hin.

## Merkmale
In der Gattung Endozoicomonas sind Bakterien mit stäbchenförmigen Zellen zusammengefasst, die beweglich durch Flagellen oder auch unbeweglich sein können. So sind z. B. E. elysicola, E. gorgoniicola beweglich (motil), zu den unbeweglichen zählen E. acroporae und E. corallii. Sporen werden nicht gebildet.

## Stoffwechsel und Wachstum
Die Arten von Endozoicomonas sind aerob (auf Sauerstoff angewiesen), einige sind auch fakultativ anaerob, sie tolerieren auch Sauerstoffausschluss. Der Katalase- und Oxidase-Test verläuft variabel.
Alle die bis Februar 2022 beschriebene Arten sind in der Lage zwischen 15 und 30 °C zu wachsen. Einige Arten zeigen auch noch bei 4 °C oder 38 °C Wachstum. Ohne NaCl findet kein Wachstum statt.
Es folgt eine Tabelle mit einigen Arten:
|                          | Endozoicomonas elysicola | E. acroporae | E. ascidiicola | E. atrinae | E. euniceicola |
| ------------------------ | ------------------------ | ------------ | -------------- | ---------- | -------------- |
| Oxidase-Test             | +                        | +            | +              | +          | +              |
| Hydrolyse von Gelatine   | −                        | −            | −              | −          |                |
| Bewegung durch Flagellen | +                        | −            | +              | −          | +              |
| Hydrolyse von Esculin    | +                        | −            | −              | +          | +              |
| Tolerierte pH-Werte      | 6–9                      | 5–10         | 6,2–8,3        | 6–9        | 7–8            |
| Optimaler pH-Wert        | 7–7,5                    | 7            | 6–7            | 7          | 8              |
| Tolerierte NaCl-Gehalt   | 0,5–4                    | 1–5          | 0,5–5          | 1–4        | 1–4            |
| Optimale NaCl-Gehalte    | 1–2                      | 2            | 1–2            | 2          | 2–3            |

Legende:
+; Test verläuft positiv, −; Test verläuft negativ

## Ökologie
Alle isolierten Mitglieder der Gattung Endozoicomonas stammen von verschiedenen marinen Wirten. Hierzu zählen vor allem Korallen und Schwämme. Es handelt sich um eine Symbiose, da die Bakterien Stoffe produzieren können, die für die Verteidigung der Wirte wichtig sind. Als symbiotische Mikroben scheinen sie weltweit verbreitet zu sein.
Alle Arten der Gattung konnten bisher (Stand Januar 2022) aus marinen wirbellosen Meerestieren, wie z. B. Schwämmen, Korallen, Schnecken, Muscheln und Seescheiden, isoliert werden. Die Anwendung von kultivierungsunabhängigen Methoden zeigte, dass die Arten auch in diesen marinen eukaryotischen Wirten vorherrschend sind. Sie scheinen auch für den Nährstofferwerb des Wirts eine Rolle zu spielen und sind somit Mitglieder des Mikrobioms, das für den Gesundheitszustand des Wirtes wichtig ist.
In den Tentakeln der Steinkorallen-Art Pocillopora acuta kommt zusammen mit Endozoicomonas-Vertretern ein als Pac_F2b bezeichneter Stamm der Chlamydien-Gattung Simkania vor.

## Systematik
Die Gattung Endozoicomonas wurde im Jahr 2007 zuerst beschrieben. sie zählt zu der Familie der Endozoicomonadaceae, der Oceanospirillales, welche zu den Gammaproteobacteria gestellt wird. Zu der Familie Endozoicomonadaceae zählen noch 2 weitere Gattungen, Kistimonas und Parendozoicomonas. Im Januar 2024 wurden 10 Arten zu der Gattung gestellt. Die Art Candidatus „Endozoicomonas cretensis“, beschrieben von Katharios et al. im Jahr 2015, steht noch unter Diskussion. Das Gleiche gilt für den 2022 beschriebenen Candidatus „E. penghunesis“ und für die ebenfalls 2022 beschriebene Art "Endozoicomonas marisrubri".
Es folgt eine Liste der Arten:
- Endozoicomonas acroporae Sheu et al. 2017
- Endozoicomonas arenosclerae Appolinario et al. 2016
- Endozoicomonas ascidiicola Schreiber et al. 2016
- Endozoicomonas atrinae Hyun et al. 2014
- Endozoicomonas coralli Chen et al. 2020
- "Candidatus  „Endozoicomonas cretensis“ Katharios et al. 2015
- Endozoicomonas elysicola Kurahashi and Yokota 2007
- Endozoicomonas euniceicola Pike et al. 2013
- Endozoicomonas gorgoniicola Pike et al. 2013
- "Endozoicomonas marisrubri" Pogoreutz et al. 2022
- Endozoicomonas montiporae Yang et al. 2010
- "Candidatus „Endozoicomonas penghunesis“ Tandon et al. 2022

## Genutzte Literatur
- Stefanie P. Glaeser, Peter Kämpfer: Endozoicomonadaceae. In: Bergey's Manual of Systematics of Archaea and Bacteria, Wiley Verlag, 2021; doi:10.1002/9781118960608.fbm00378 (englisch).

## Weiterführende Literatur
- Anthony M. Bonacolta, Jordi Miravall, Daniel Gómez-Gras, Jean-Baptiste Ledoux, Paula López-Sendino, Joaquim Garrabou, Ramon Massana, Javier del Campo: Differential apicomplexan presence predicts thermal stress mortality in the Mediterranean coral Paramuricea clavata. In: Environmental Microbiology, Band 26, Nr. 1, Januar 2024, S. e16548; doi:10.1111/1462-2920.16548, Epub 10. Dezember 2023 (englisch). – Außer verschiedenen Protisten wurden in der Mikrobengemeinschaft der Koralle Paramuricea clavata (Farbwechselnde Gorgonie) auch Bakterien, insbesondere Endozoicomonas, gefunden.

- Amy Apprill: Bacteria and Archaea Within Coral Reef Ecosystems. In: Coral Reef Microbiome. Band 20. Springer Nature Switzerland, Cham 2025, ISBN 978-3-03176691-6, S. 25–39, doi:10.1007/978-3-031-76692-3_3 (springer.com [abgerufen am 18. Mai 2025]).